# Jalen McDaniels
Jalen Marquis McDaniels (Seattle, 31 de janeiro de 1998) é um jogador norte-americano de basquete que atualmente joga no Toronto Raptors da National Basketball Association (NBA).
Ele jogou basquete universitário na Universidade Estadual de San Diego e foi selecionado pelo Charlotte Hornets como a 52ª escolha geral no draft da NBA de 2019.

## Carreira no ensino médio
Nascido em Federal Way, Washington, McDaniels estudou na Federal Way High School, onde também jogou futebol americano.
Entrando em sua última temporada na Federal Way High School, McDaniels foi classificado como o 98º melhor jogador na classe de 2016. Nessa temporada, ele foi nomeado para a Equipe Principal de Washington pela Associated Press após ter médias de 19 pontos, 10 rebotes e quatro bloqueios. A Federal Way terminou a temporada invicto com um recorde de 29-0 e venceu o Campeonato Estadual.
| Nome | Cidade Natal                                              | Escola                       | Altura             | Peso           | Data                  |
| --- | --------------------------------------------------------- | ---------------------------- | ------------------ | -------------- | --------------------- |
| Jalen McDaniels PF | Federal Way, WA                                           | Federal Way High School (WA) | 6 ft 9 in (2.06 m) | 195 lb (88 kg) | 9 de Setembro de 2015 |
| Jalen McDaniels PF | Recrutamento: Rivals: 247Sports: ESPN: ESPN grade: 77/100 |                              |                    |                |                       |
| Rankings: Rivals: 98º \| 247Sports: 120º |                                                           |                              |                    |                |                       |
| - Nota: Em muitos casos, Scout, Rivals, 247Sports e ESPN podem entrar em conflito em suas listas de altura e peso, nestes casos, a média foi obtida. A ESPN mede os calouros numa escala de 0 a 100. - Fonte: |                                                           |                              |                    |                |                       |

## Carreira universitária
McDaniels não jogou em sua primeira temporada na Universidade Estadual de San Diego. Em 19 de fevereiro de 2018, ele foi eleito o Jogador da Semana na Mountain West. Em sua temporada de calouro, ele teve média de 10,5 pontos em 24,7 minutos.
Em março de 2018, McDaniels apresentou a papelada para inscrição antecipada no draft da NBA de 2018 mas ainda não havia contratado um agente. Em maio, ele foi treinar no Cleveland Cavaliers. Em 30 de maio, McDaniels retirou oficialmente seu nome do draft da NBA e voltou à SDSU menos de 90 minutos antes do prazo.
Em seu segundo ano, McDaniels teve médias de 15,9 pontos e 8,3 rebotes, liderando a equipe. Em março de 2019, ele se declarou para o draft da NBA de 2019. Ele foi um dos 66 jogadores convidados para o Draft Combine da NBA.

## Carreira profissional

### Charlotte Hornets (2019–2023)
McDaniels foi selecionado pelo Charlotte Hornets como a 52ª escolha geral no draft da NBA de 2019. Em 10 de outubro de 2019, os Hornets anunciou que tinha assinado um contrato com McDaniels. Mais tarde, em 19 de outubro de 2019, o contrato entre McDaniels e o Charlotte Hornets foi convertido em um contrato de mão dupla.
Em 25 de outubro de 2019, McDaniels fez sua estreia na NBA em uma derrota por 99-121 para o Minnesota Timberwolves registrando dois pontos e um rebote.
McDaniels foi designado para o afiliado dos Hornets na G-League, o Greensboro Swarm. Nessa temporada, ele jogou em 31 jogos na G-League e teve médias de 15.9 pontos, 7.7 rebotes e 2.4 assistências.
Em 7 de abril de 2021, McDaniels registrou 21 pontos, seis rebotes, três assistências e duas roubadas de bola em uma vitória por 113–102 sobre o Oklahoma City Thunder.
Em 16 de janeiro de 2023, McDaniels marcou 26 pontos, o recorde de sua carreira, em uma derrota por 118-130 para o Boston Celtics.

### Philadelphia 76ers (2023)
Em 9 de fevereiro de 2023, McDaniels foi negociado com o Philadelphia 76ers em uma troca de quatro equipes que também envolveu o Portland Trail Blazers e New York Knicks.
Em 11 de fevereiro, McDainels fez sua estreia nos 76ers e registrou cinco pontos e cinco rebotes na vitória por 101-98 sobre o Brooklyn Nets.

### Toronto Raptors (2023–Presente)
Em 6 de julho de 2023, o Toronto Raptors assinou um contrato de 2 anos e US$9.2 milhões com McDaniels.

## Estatísticas da carreira

### NBA

#### Temporada regular
| Ano      | Equipe       | PJ  | PT | MPJ  | AP    | 3P   | LL   | RT  | AS  | BR  | TO | PPJ  |
| -------- | ------------ | --- | -- | ---- | ----- | ---- | ---- | --- | --- | --- | -- | ---- |
| 2019–20  | Charlotte    | 16  | 0  | 18.3 | .471  | .375 | .824 | 4.1 | .8  | .5  | .2 | 5.6  |
| 2020–21  | Charlotte    | 47  | 18 | 19.2 | .468  | .333 | .703 | 3.6 | 1.1 | .6  | .4 | 7.4  |
| 2021–22  | Charlotte    | 55  | 2  | 16.3 | ..484 | .380 | .736 | 3.1 | 1.1 | .5  | .4 | 6.2  |
| 2022–23  | Charlotte    | 56  | 21 | 26.7 | .447  | .322 | .846 | 4.8 | 2.0 | 1.2 | .5 | 10.6 |
| 2022–23  | Philadelphia | 24  | 3  | 17.5 | .488  | .400 | .824 | 3.2 | .8  | .7  | .2 | 6.7  |
| 2023–24  | Toronto      | 50  | 1  | 10.8 | .344  | .169 | .730 | 1.6 | .7  | .4  | .1 | 3.4  |
| Carreira | Carreira     | 248 | 45 | 18.1 | .443  | .329 | .777 | 3.4 | 1.0 | .6  | .3 | 6.6  |

#### Playoffs
| Ano  | Equipe       | PJ | PT | MPJ  | AP   | 3P   | LL | RT  | AS | BR | TO | PPJ |
| ---- | ------------ | -- | -- | ---- | ---- | ---- | -- | --- | -- | -- | -- | --- |
| 2023 | Philadelphia | 8  | 0  | 12.7 | .400 | .333 | —  | 2.0 | .6 | .1 | .0 | 2.4 |

### Universidade
| Ano      | Equipe          | PJ | PT | MPJ  | AP   | 3P   | LL   | RT  | AS  | BR  | TO  | PPJ  |
| -------- | --------------- | -- | -- | ---- | ---- | ---- | ---- | --- | --- | --- | --- | ---- |
| 2017–18  | San Diego State | 33 | 21 | 24.7 | .586 | .211 | .788 | 7.5 | .9  | .8  | .6  | 10.5 |
| 2018–19  | San Diego State | 34 | 34 | 31.0 | .466 | .320 | .732 | 8.3 | 2.1 | 1.1 | .5  | 15.9 |
| Carreira | Carreira        | 67 | 55 | 27.8 | .526 | .265 | .760 | 7.9 | 1.5 | 0.9 | 0.5 | 13.2 |

Fonte:

## Vida pessoal
O irmão de McDaniels, Jaden McDaniels, é um jogador de basquete profissional do Minnesota Timberwolves. McDaniels é primo do ex-jogador da NBA e atual treinador da Universidade de Michigan, Juwan Howard.

Em 2019, McDaniels foi acusado de duas ações civis alegando que três anos antes, quando era um estudante do ensino médio de 17 anos, ele filmou secretamente uma garota de 18 anos praticando atos sexuais com ele em várias ocasiões, e em outra, ele se escondeu em um armário e filmou uma garota de 17 anos praticando atos sexuais com seu companheiro de equipe, ambos sem o conhecimento e consentimento das meninas. Ele supostamente compartilhou essas gravações entre o time de basquete por meio de chat em grupo. Ambas as meninas afirmam ter sofrido bullying grave e trauma emocional de outros alunos por causa das gravações compartilhadas, e posteriormente abandonaram a escola e tentaram o suicídio. Em 2019, McDaniels admitiu em tribunal ter gravado não consensualmente os atos sexuais e partilhado essas gravações, apresentou um pedido de desculpas e não enfrentou outras consequências conhecidas.